# Supercopa São Paulo de Futebol Júnior de 1995
A Supercopa São Paulo de Futebol Júnior de 1995 foi a segunda e última edição desta competição futebolística de categoria de base organizada Federação Paulista de Futebol (FPF). O torneio reuniu as 16 equipes que até então haviam sido campeãs e vices da Copa São Paulo de Futebol Júnior, e foi realizada entre os dias 8 e 20 de agosto de 1995 na Grande São Paulo.
O título da edição foi conquistado pelo Palmeiras, que venceu a decisão contra o São Paulo no estádio do Pacaembu. As equipes empataram no tempo regulamentar, posteriormente foi disputada a morte súbita que foi vencida pelo Palmeiras após um gol aos 6 minutos do atacante Rogério.

## Formato e participantes
A edição em questão contou com a participação de 16 clubes, os quais foram distribuídos em quatro grupos distintos. O formato da competição envolveu confrontos diretos entre os membros dos grupos, em partidas de turno único, classificando os dois melhores de cada chave. Ao término desta fase, os oito remanescentes disputaram as quartas de final, nas quais os vencedores avançaram para a semifinal, e posteriormente a final.
Nas fases finais, se uma partida terminasse empatada, haveria uma prorrogação de 30 minutos com morte súbita, quem fizesse o gol estaria classificado para a fase seguinte. Caso contrário, a decisão seria por disputa de pênaltis.
O Grêmio substituiu o Vasco da Gama no certame, após a desistência da equipe carioca. Portanto, o clube gaúcho que foi vice-campeão da edição de 1991 da Copinha entrou na competição.
| Estado            | Equipe           | Participações | Títulos  |
| ----------------- | ---------------- | ------------- | -------- |
| Minas Gerais      | Atlético Mineiro | 1             | 1 (1994) |
| Rio de Janeiro    | Flamengo         | 1             | —        |
| Rio de Janeiro    | Fluminense       | 1             | —        |
| Rio Grande do Sul | Grêmio           | —             | —        |
| Rio Grande do Sul | Internacional    | 1             | —        |
| São Paulo         | Botafogo-SP      | 1             | —        |
| São Paulo         | Corinthians      | 1             | —        |
| São Paulo         | Guarani          | 1             | —        |
| São Paulo         | Juventus-SP      | 1             | —        |
| São Paulo         | Marília          | 1             | —        |
| São Paulo         | Nacional-SP      | 1             | —        |
| São Paulo         | Palmeiras        | 1             | —        |
| São Paulo         | Ponte Preta      | 1             | —        |
| São Paulo         | Portuguesa       | 1             | —        |
| São Paulo         | Santos           | 1             | —        |
| São Paulo         | São Paulo        | 1             | —        |

## Transmissão televisiva
Ao contrário do ano anterior, apenas duas emissoras fizeram a cobertura televisiva da 2ª Supercopa São Paulo de Juniores: a Rede Bandeirantes e a ESPN Brasil. Até a final, enquanto que a Band mostrou apenas um jogo ao vivo (Palmeiras x Flamengo às 15 horas) e duas partidas gravadas na íntegra (Guarani x Corinthians e São Paulo x Corinthians, ambas às 20h30), a ESPN Brasil transmitiu dois jogos ao vivo (São Paulo x Grêmio e Palmeiras x Portuguesa, ambos às 15 horas) e três VTs completos exibidos, curiosamente, uma hora depois do seu início (Corinthians x Internacional às 18 horas, Palmeiras x Ponte Preta às 21h15 e São Paulo x Atlético-MG às 19h45). As duas emissoras transmitiram ao vivo a decisão entre Palmeiras e São Paulo realizada às 10 horas da manhã no Estádio do Pacaembu e tiveram a companhia da Rede Globo, que por sua vez utilizou-se de um esquema muito utilizado na Copa São Paulo de Juniores (transmitir apenas a final do torneio ao invés de mostrar, pelo menos, um jogo por rodada). No total, a televisão mostrou nove partidas do torneio.

## Invasão de campo no Pacaembu
A final da 2ª Supercopa São Paulo de Futebol Júnior ficou marcada por uma ocorrência lamentável. Após o atacante Rogério marcar o gol na morte súbita, sacramentando o título de campeão da Supercopa de Juniores a equipe do Palmeiras, desencadeou-se o maior conflito entre torcidas da história do futebol brasileiro. Um minuto depois do gol da vitória, torcedores do Palmeiras invadem o campo do Estádio do Pacaembu para festejarem o título e dirigem-se próximo a área de torcedores do São Paulo para provoca-los pela derrota. Enfurecidos, os são-paulinos empurram à força um portão do setor do tobogã (que estava em obras), pegam pedaços de pedra e madeira localizados sob um entulho e atiram contra os palmeirenses. O conflito é iniciado e os 30 Policiais Militares localizados no Pacaembu foram incapazes de impedir a guerra entre as torcidas, o que forçou os jogadores do Palmeiras a comemorarem o título nos vestiários sem dar volta olímpica no estádio. Um minuto depois, outro grupo de torcedores do São Paulo conseguem derrubar parte do alambrado que separa a torcida do campo e invadem o gramado, mas são expulsos pelos tocedores do Palmeiras. Os que caem no chão e os que não conseguem fugir são agredidos e espancados à força como registraram os cinegrafistas de TV que ainda estavam trabalhando no estádio. Após 9 minutos de um violento conflito, os PMs finalmente recebem reforços e conseguem apartar as duas torcidas. Uma hora depois, parte dos alambrados e arquibancadas do Estádio do Pacaembu estavam destruídos e fez com que o presidente interino da Federação Paulista de Futebol Rubens Aprobatto Machado anunciar a interdição do Pacaembu e o adiamento da partida entre Corinthians x Bragantino pelo Campeonato Brasileiro de 1995, que seria realizado naquele mesmo dia e no mesmo estádio às 16 horas. O saldo final do conflito, segundo dados da Polícia Militar, foram 102 feridos (80 torcedores e 22 policiais) e a morte do torcedor são-paulino Márcio Gasparin da Silva, de 16 anos de idade.

## Primeira Fase

### Grupo A
Resultados

### Grupo B
Resultados

### Grupo C
Resultados

### Grupo D
Resultados

## Fases Finais
|  | Quartas de Final | Quartas de Final |                         |       | Semifinais | Semifinais |  |  | Final | Final |
|  |                  |                  |                         |       |            |            |  |  |       |       |
|  | 15 de agosto     |                  |                         |       |            |            |  |  |       |       |
|  |                  |                  |                         |       |            |            |  |  |       |       |
|  | Guarani          | 1                |                         |       |            |            |  |  |       |       |
|  | Guarani          | 1                | 17 de agosto            |       |            |            |  |  |       |       |
|  | Grêmio           | 2                |                         |       |            |            |  |  |       |       |
|  | Grêmio           | 2                | Palmeiras (ms)          | 2     |            |            |  |  |       |       |
|  | 15 de agosto     |                  | Palmeiras (ms)          | 2     |            |            |  |  |       |       |
|  |                  | Grêmio           | 1                       |       |            |            |  |  |       |       |
|  | Palmeiras        | Grêmio           | 1                       | 3     |            |            |  |  |       |       |
|  | Palmeiras        |                  | 20 de agosto – Pacaembu | 3     |            |            |  |  |       |       |
|  | Portuguesa       | 2                |                         |       |            |            |  |  |       |       |
|  | Portuguesa       | 2                | Palmeiras (ms)          | 1     |            |            |  |  |       |       |
|  | 15 de agosto     |                  | Palmeiras (ms)          | 1     |            |            |  |  |       |       |
|  |                  | São Paulo        | 0                       |       |            |            |  |  |       |       |
|  | São Paulo        | São Paulo        | 0                       | 1     |            |            |  |  |       |       |
|  | São Paulo        | 17 de agosto     |                         | 1     |            |            |  |  |       |       |
|  | Corinthians      | 0                |                         |       |            |            |  |  |       |       |
|  | Corinthians      | 0                | São Paulo (pen)         | 0 (4) |            |            |  |  |       |       |
|  | 15 de agosto     |                  | São Paulo (pen)         | 0 (4) |            |            |  |  |       |       |
|  |                  | Atlético Mineiro | 0 (2)                   |       |            |            |  |  |       |       |
|  | Atlético Mineiro | Atlético Mineiro | 0 (2)                   | 2     |            |            |  |  |       |       |
|  | Atlético Mineiro |                  |                         | 2     |            |            |  |  |       |       |
|  | Ponte Preta      | 1                |                         |       |            |            |  |  |       |       |
|  | Ponte Preta      | 1                |                         |       |            |            |  |  |       |       |